# الأمر بحفظ الأوراق في القانون المصري
الأمر بحفظ الأوراق في القانون المصري هو أمر إداري تصدره النيابة العامة يفيد صرف النظر مؤقتاً عن تحريك الدعوى الجنائية وعن رفعها أمام القضاء، خلال مرحلة الاستدلال وليس في مرحلة التحقيق، وذلك إذا رأت النيابة العامة -بناءً على ما هو موجود بمحضر جمع الاستدلالات- أنه لا محل للسير في الدعوى وأنها لا تصلح للتحقيق ولا للعرض على القضاء. ويجب أن يكون الأمر بحفظ الأوراق مدوناً بالكتابة ومؤرخاً وموقعاً عليه من عضو النيابة، كما يجب أن تقوم النيابة بإعلانه إلى المجني عليه أو المدعي بالحق المدني.

## طبيعته
هو أمر إداري لا قضائي؛ لأنه يصدر إدارياً قبل بداية إجراءات التحقيق في الدعوى الجنائية، أما الأمر الذي يصدر عقب إجراءات التحقيق هو الأمر بألا وجه لإقامة الدعوى، وهو أمر قضائي له حجيته. وتترتّب على الطبيعة الإدارية لأمر الحفظ عدة نتائج:
1. أنه لا يكون ملزماً للنيابة العامة أو لأعضائها، ويجوز الرجوع عنه في أي وقت.[2]
2. لا يقبل تظلماً ولا استئنافاً من المجني عليه أو المدعي بالحق المدني.[2]
3. لا يقطع التقادم إلا إذا أخطر به على نحو رسمي.[2]

## أسباب صدوره

### الأسباب القانونية
1. إذا تبيّن للنيابة العامة أن أركان الجريمة لم تتوافر قانوناً (كالعدول الاختياري)، أو توافر سبب من أسباب الإباحة (كالدفاع الشرعي).[3]
2. وجود حالة من حالات موانع العقاب (كالجنون وعاهة العقل).[3]
3. انقضاء الدعوى الجنائية، سواء بمضي المدة القانونية أو بوفاة المتهم أو بالصلح أو بالتنازل.[3]
4. في حالة عدم جواز إقامة الدعوى الجنائية، سواء لعدم تقديم الشكوى أو الطلب (في الجرائم التي تشرط ذلك) أو لسقوط الحق فيها.[3]

### الأسباب الموضوعية
1. عدم كفاية الأدلة.[3]
2. عدم معرفة الفاعل.[3]
3. عدم صحة حدوث الجريمة.[3]
4. عدم الأهمية (كتفاهة الضرر الواقع من الجريمة)، والاكتفاء بالجزاء الإداري دون الجنائي.[3]